# Награда Светислав Милић

Награда Светислав Милић - младима од срца признање је Фондације "Нађи Раула" и породице Милић за изванредне резултате у области науке, културе и уметности, хуманитарног рада и мирне борбе за људска права, спорта, институције године. Награда представља живу задужбину породице Милић, а настала је по узоро на Кјото награде. Награда се додељује сваке године у новембру у Народном позоришту у Нишу. Награда се састоји од плакете, која симболизује ток Нишаве и повеље. 

## О награди
Награду „Светислав Милић - младима од срца“ основао је Јован Милић, оснивач Фондације „Нађи Раула“ и унук Светислава Милића. Његова намера била је да успостави признање по узору на чувене Кјото награде, са циљем да се признају достигнућа младих људи у различитим областима.
Награда се додељује у шест различитих категорија:
- Наука и образовање
- Култура и уметност
- Хуманитарни рад и мирна борба за људска права
- Спорт
- Институција године
- Специјална признања
- Плакета мира и медаља хуманости [2]

Кандидате за Награду могу предложити појединци и/или институције. Након тога, шесточлана комисија доноси одлуку о троје финалиста, а Управни одбор Фондације одлучује о лауреатима. Награда је замишљена као подстицај младим људима да наставе са својим изузетним радом и доприносима у наведеним областима. 

## Комисија за доделу награде
О лауреатима одлучује Управни одбор, а за сваку од предвиђених категорија комисија предлаже Управном одбору три кандидата од којих ће само један бити и награђен. Комисију чине стручњаци из јавног, научног, културног и спортског живота. 

## Добитници
Досадашњи добитници награде "Светислав Милић - младима од срца" су:
| Добитник                          | Област                                        |
| --------------------------------- | --------------------------------------------- |
| Тамара Вучић                      | Плакета мира                                  |
| Вељко Ђурић                       | наука и образовање                            |
| Вук Бибић                         | наука и образовање                            |
| Немања Ковачевић                  | култура и уметност                            |
| Данило Ђокић                      | хуманитарни рад и мирна борба за људска права |
| Немања Тадић                      | спорт                                         |
| Гимназија „Светозар Марковић” Ниш | институција године                            |
| Ана Китић                         | специјално признање                           |
| Јелена Томашевић                  | специјално признање                           |
| Никола Костић                     | специјално признање                           |

| Добитник              | Област                                        |
| --------------------- | --------------------------------------------- |
| Љубомир Динић         | Медаља хуманости                              |
| Јелена Иванчић        | наука и образовање                            |
| Емилија Јовановић     | наука и образовање                            |
| Петра Спасојевић      | култура и уметност                            |
| Радован Новаковић     | хуманитарни рад и мирна борба за људска права |
| Александар Николић    | спорт                                         |
| Математичка гимназија | институција године                            |
| Јована Глиџић         | специјално признање                           |

| Добитник                  | Област                                        |
| ------------------------- | --------------------------------------------- |
| Љубица Карађорђевић       | Плакета мира                                  |
| Маја Мијајловић           | Медаља хуманости                              |
| Ана Митић                 | наука и образовање                            |
| Лазар Стошић              | наука и образовање                            |
| Лука Милојковић           | култура и уметност                            |
| Дејана Бачко              | хуманитарни рад и мирна борба за људска права |
| Димитрије Ристић          | спорт                                         |
| ОШ „Радоје Домановић” Ниш | институција године                            |
| Даница Вукајловић         | специјално признање                           |

| Добитник                               | Област                                        |
| -------------------------------------- | --------------------------------------------- |
| Патријарх Порфирије                    | Плакета мира                                  |
| Стефан Јовић                           | Плакета мира                                  |
| Креативно перо                         | Плакета мира                                  |
| Лука Радичевић                         | наука и образовање                            |
| Јана Драговић                          | наука и образовање                            |
| Верица Костић                          | култура и уметност                            |
| Волонтерски сервис Звездара            | хуманитарни рад и мирна борба за људска права |
| Ања Станковић                          | спорт                                         |
| Факултет уметности Универзитета у Нишу | институција године                            |
| Регионални центар за таленте Чачак     | институција године                            |
| Младен Митровић                        | специјално признање                           |
| Сандра Вељковић                        | специјално признање                           |
| Кристина Васић                         | специјално признање                           |

| Добитник                    | Област                                        |
| --------------------------- | --------------------------------------------- |
| Јелена Ђоковић              | Плакета мира                                  |
| Арно Гујон                  | Плакета мира                                  |
| Предраг Поповић (свештеник) | Плакета мира                                  |
| Марта Арсовска Томовска     | Плакета мира                                  |
| Лука Гори                   | Плакета мира                                  |
| Теодора Обрадовић           | наука и образовање                            |
| Милијан Бачевић             | наука и образовање                            |
| Мирјана Јаневска            | култура и уметност                            |
| Магдалена Станковић         | хуманитарни рад и мирна борба за људска права |
| Софија Родић                | спорт                                         |
| ОШ „Учитељ Таса“ Ниш        | институција године                            |
| Центар за промоцију науке   | институција године                            |
| Народно позориште у Нишу    | институција године                            |
| Мирослав Милић              | специјално признање                           |
| Матеја Вукелић              | специјално признање                           |
| Гордана Ковачевић           | специјално признање                           |

| Добитник                                | Област                                        |
| --------------------------------------- | --------------------------------------------- |
| Милош Биковић                           | Плакета мира                                  |
| Стефан Баџа                             | Плакета мира                                  |
| Никола Роквић                           | Плакета мира                                  |
| Андреј Дробњаковић                      | наука и образовање                            |
| Исидора Тасић                           | наука и образовање                            |
| Рајна Ремовић                           | култура и уметност                            |
| Марко Николић                           | хуманитарни рад и мирна борба за људска права |
| Веља Недељковић                         | спорт                                         |
| Музичка школа Ниш                       | институција године                            |
| ОШ „Олга Милошевић” Смедеревска Паланка | институција године                            |
| Милош Цветковић                         | специјално признање                           |
| Данка Вељковић                          | специјално признање                           |